# Gülnar
Gülnar là một huyện thuộc tỉnh Mersin, Thổ Nhĩ Kỳ. Huyện có diện tích 1563 km² và dân số thời điểm năm 2007 là 33785 người, mật độ 22 người/km².